# José Luis Toral
José Luis Toral Velasco (Madrid, 11 de noviembre de 1973) es un periodista español y presentador de radio y televisión.

## Trayectoria profesional
Entre 1991 y 1996 estudia periodismo en la Facultad de Ciencias de la Información (Universidad Complutense de Madrid). Se convierte en Especialista en Ecología y Medioambiente, posgrado por la Escuela Técnica Superior de Ingeniería de Montes, Forestal y del Medio Natural (Universidad Politécnica de Madrid), una especialidad que nunca ha ejercido. 
Trabaja como responsable de comunicación en varias empresas, mientras estudia inglés y alemán, hasta que en 1999 realiza el máster de Radio de RNE, lo que le permite comenzar a trabajar en el medio de comunicación público desde 2000.
Tras trabajar en varios programas de RNE (como Asuntos propios), en 2006 es nombrado subdirector de Tablero deportivo, copresentando el programa de deportes junto a Chema Abad. En aquel momento también se convierte en el director encargado del espacio Avance deportivo. Ambas funciones las realiza hasta 2008, momento en el que es nombrado subdirector del área de Deportes de Radio Nacional de España. A partir de entonces, trabaja como director del programa decano deportivo en España: Radiogaceta de los deportes; dirigiéndolo y presentándolo durante cinco años, hasta 2013.
En 2013 cambia de programa coincidiendo con el inicio de la nueva temporada radiofónica y es nombrado director y presentador de Tablero deportivo. En aquel momento se encarga de la renovación y diseño del programa tras la salida de Chema Abad, con quien había trabajado en 2006. Es el presentador y director de Tablero deportivo hasta 2017, momento en el que decide dejar de presentar el programa para poder pasar más tiempo con su hija, según afirmó el propio periodista en su despedida. Desde entonces, abandona la radio y comienza a trabajar en Televisión Española.
En 2017 comienza su andadura en televisión al frente de un nuevo programa en el Canal 24 horas, donde presenta Zona Mixta, encargándose de la creación y puesta en funcionamiento de un nuevo programa de deportes. En aquel momento, también comienza a presentar la sección de deportes en el informativo 20 H del Canal 24 horas, junto a Álvaro Zancajo. En 2018 abandona el Canal 24 horas, para pasar a edición del bloque de deportes del Telediario Fin de Semana, y un año después, editar y presentar el bloque de deportes del informativo territorial de Madrid. Desde 2019, copresenta dicho informativo junto a Marta Jaumandreu.